# Тубна
Тубна (англ. Tubna, араб. تبنه) — поселення в Сирії, що складає невеличку друзьку общину в нохії Ес-Санамейн, яка входить до складу мінтаки Ес-Санамейн в південній сирійській мухафазі Дара.